# Macroderes nitidus
Macroderes nitidus là một loài bọ cánh cứng trong họ Bọ hung (Scarabaeidae).